# Кудреватик
Кудреватик — деревня в Лежневском районе Ивановской области. Входит в состав Лежневского сельского поселения.

## География
Находится в юго-западной части Ивановской области на расстоянии приблизительно 4 км на запад-юго-запад по прямой от районного центра поселка Лежнево на левом берегу речки Вязьма.

## История
Деревня уже отмечалась на карте 1808 года. В 1859 году здесь (тогда деревня в составе Ковровского уезда Владимирской губернии) было учтено 18 дворов.

## Население
Постоянное население составляло 123 человека (1859 год), 21 в 2002 году (русские 100 %), 5 в 2010.